# Faedo (ort i Spanien)
Faedo är en ort i Spanien.   Den ligger i provinsen Province of Asturias och regionen Asturien, i den norra delen av landet, 400 km nordväst om huvudstaden Madrid. Faedo ligger 311 meter över havet och antalet invånare är 142.
Terrängen runt Faedo är kuperad. Runt Faedo är det ganska tätbefolkat, med 67 invånare per kvadratkilometer. Närmaste större samhälle är Cudillero, 5,4 km nordost om Faedo. I omgivningarna runt Faedo växer i huvudsak blandskog.